# Nimono
Nimono (
煮物, 煮物) désigne un type de cuisson mijotée et, par extension, les plats qui sont réalisés en utilisant ce moyen de cuisson dans la cuisine japonaise. Un nimono est généralement constitué d'ingrédients mijotés dans un bouillon shiru aromatisé avec du saké, de la sauce soja et d'un peu d'édulcorant.

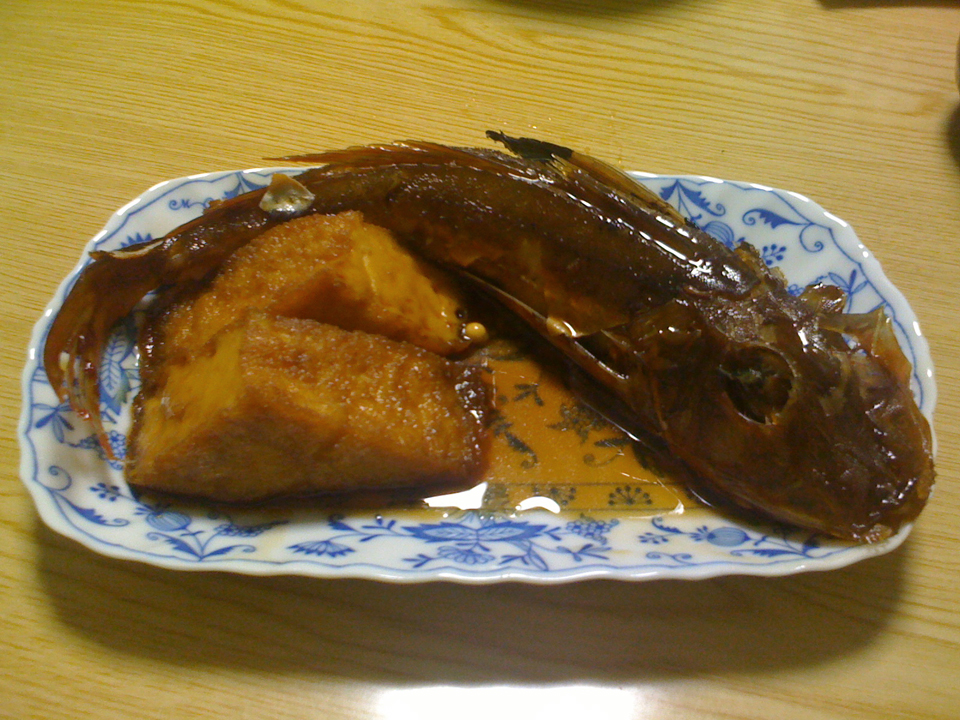
Chelidonichthys spinosus avec gingembre, sauce soja, mirin, sucre, saké, et eau.

Le nimono est bouilli dans le shiru pendant un certain temps jusqu'à ce que le liquide soit absorbé par les ingrédients ou évaporé.
Les ingrédients souvent utilisés pour le nimono sont les légumes, les poissons, les fruits de mer, du tofu, soit seuls, soit en combinaison les uns avec les autres. Le bouillon shiru pour le nimono est généralement du dashi.
Outre le saké et la sauce soja, le bouillon peut être parfumé avec du mirin, du sucre, du sel, du vinaigre, du miso, ou tout autre condiment. Pour la cuisson, un récipient lourd et pouvant être refermé est utilisé, pour permettre une cuisson uniforme des ingrédients.

## Types denimono

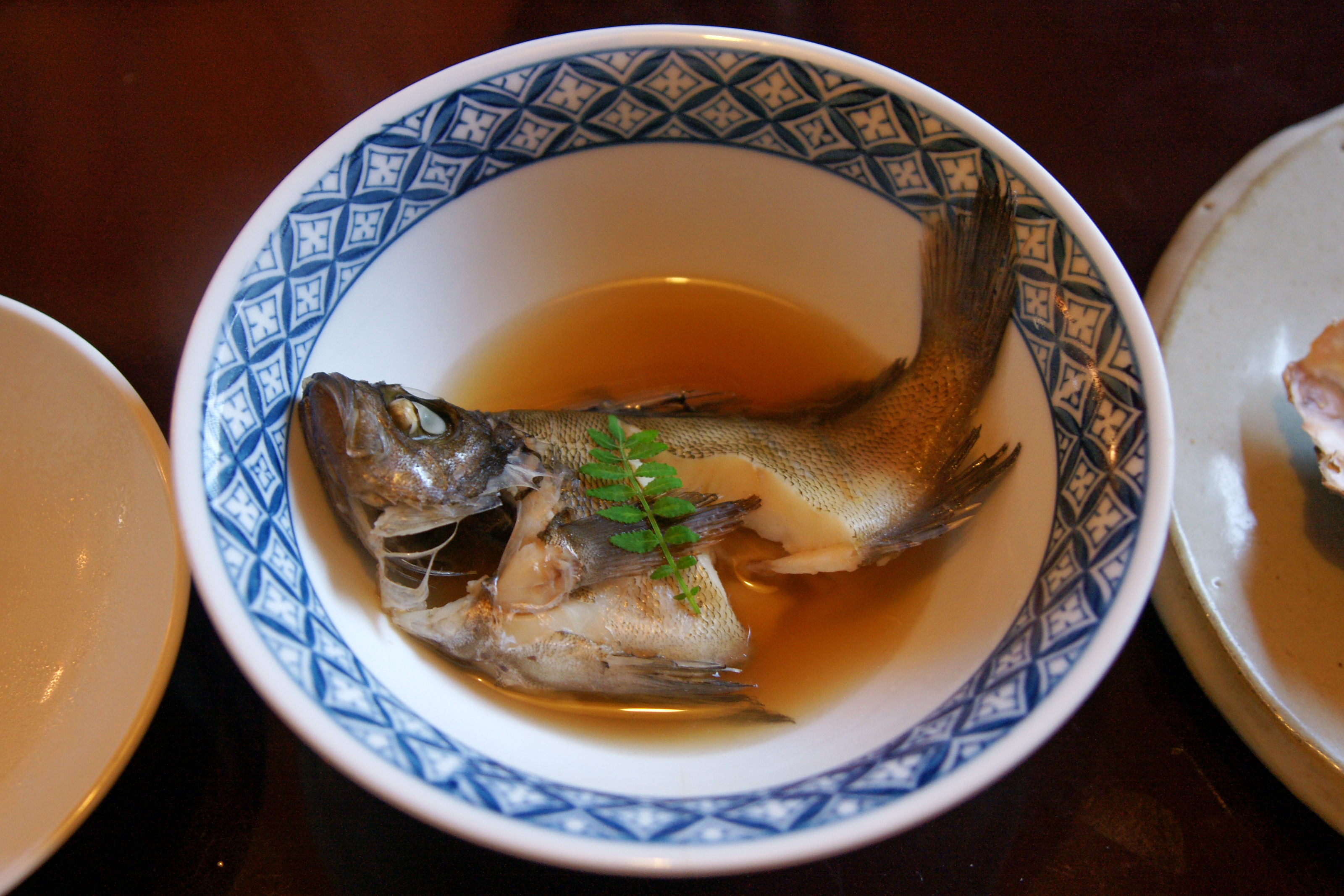
, gingembre, sauce soja, mirin, sucre, saké et eau.

- Misoni (味噌煮?) ou misodaki (味噌炊き?) : à base de poisson, quelquefois légumes, bouillon (mélange de miso et dashi[1]).
- Nikujaga (肉じゃが?) : bœuf et pommes de terre avec du soja et du sucre.
- Nizakana (煮魚?) : poisson poché dans du dashi sucré, quelquefois incluant du miso, aussi connu comme nitsuke (煮付け?). La première mention de ce plat dans un livre de cuisine remonte au XVIIIe siècle[2].
- Kakuni (角煮?) : poitrine de porc accompagnée de gros morceaux de daikon et œufs bouillis entiers dans de la sauce soja, du mirin, du sucre, du saké. Une variation de ce plat à Okinawa utilisant de l'awamori, de la sauce soja et du miso est connue sous le nom de rafute.
- Sōki (ソーキ?) : porc cuit avec l'os, plat originaire d'Okinawa.